# Borsaújfalu
Borsaújfalu, régen Magyarújfalu (románul Vultureni) település Romániában, Kolozs megyében, az azonos nevű község központja. A Borsa-patak mentén fekszik Kolozsvártól észak-nyugatra 30 km-nyire.

## Története
Első írásos említése 1314-ből maradt fenn.
1850-ben 3021 lakosából 2116 román, 768 magyar, 33 zsidó és 104 roma volt. 1992-ben az 1858 lakos nemzetiségi megoszlása a következő képet mutatta: 1606 román, 229 magyar, 23 roma.

## Híres emberek
- Itt hunyt el Boér Antal (1802–1892) politikus.